# Драконий шторм (астрономия)

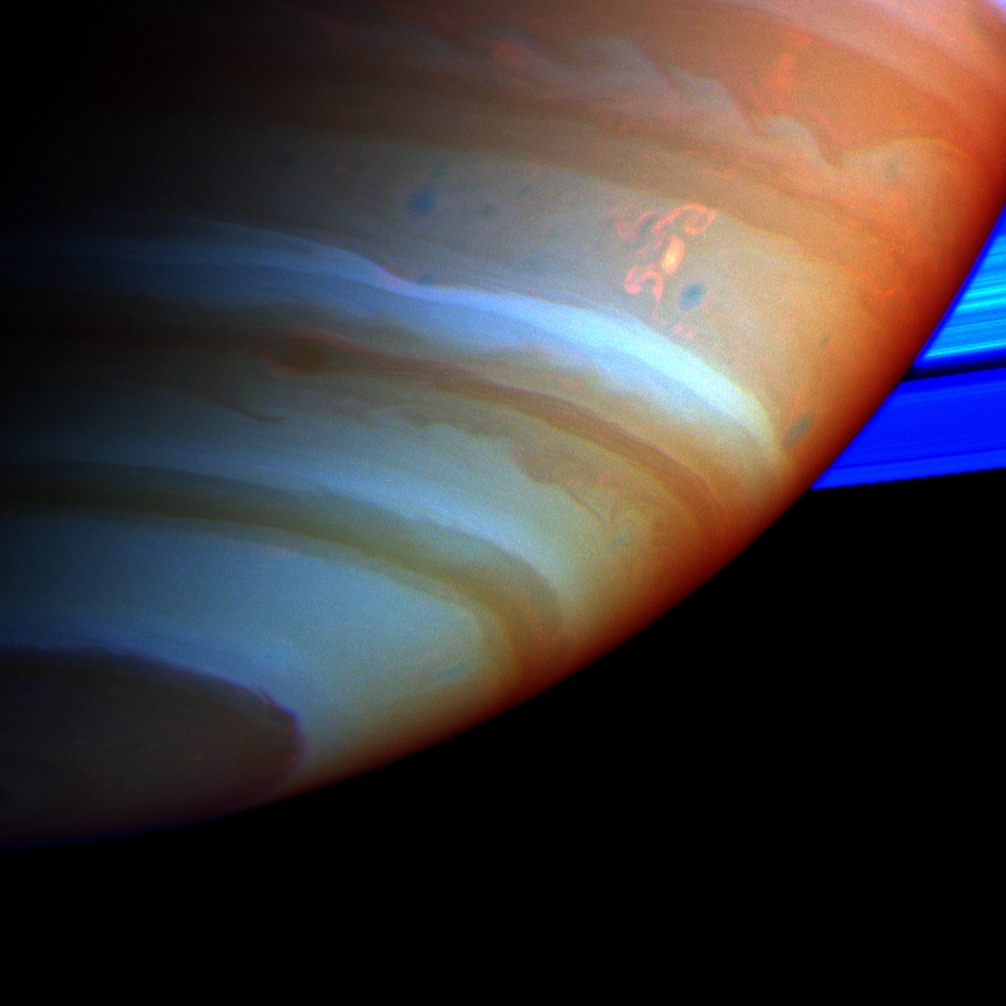
Драконий шторм

Драко́ний шторм (названный так в сентябре 2004 года из-за своей необычной формы) — большой, сложный и яркий конвективный шторм в южном полушарии Сатурна, диаметром более 3,2 тыс. км. Определяется как гигантская гроза, осадки которой вырабатывают электричество, как и на Земле; может черпать свою энергию из глубоких слоёв атмосферы Сатурна.
Драконий шторм появился на так называемой «Аллее бурь» («Долина бурь», англ. «storm alley») — области планеты, где нередки сильные бури. Шторм является мощным источником радиоизлучения, а его молнии в 1000 раз мощнее молний на Земле и не доступны для прямого наблюдения, а регистрируются по сильным радиосигналам. Драконий шторм может накрывать площади до тысячи километров в диаметре.
Космический аппарат «Кассини» сделал фотографии этого шторма в 2004 году, на которых во время пика шторма видны тёмные пятна, проходящие по поверхности Сатурна, после сливаясь, либо рассеиваясь в атмосфере; Вояджер-1 и Вояджер-2 получали данные о мощном радиошуме Аллеи бурь. «Кассини» обнаруживала всплески только когда буря поднималась над горизонтом на ночной стороне планеты, всплески остановились, когда шторм перешёл на солнечную сторону.
По данным Кассини грозы, зарегистрированные в 2004 и 2006 годах, длились по месяцу, а, после двухлетнего затишья, в 2008 году зафиксирована гроза продолжительностью 5 месяцев.